# Afroartelida teunisseni
Afroartelida teunisseni là một loài bọ cánh cứng trong họ Cerambycidae.